# ロヴン
ロヴン（古ノルド語: Lofn、おそらく「慰安者」「慰さめる者、穏やかな者」、あるいは「愛情に満ちた」の意）とは、北欧神話の女神の1柱である。ロヴンは13世紀にスノッリが著した『スノッリのエッダ』とスカルド詩のケニングで裏付けられる。『スノッリのエッダ』では。ロヴンは控えめで大人しく、禁じられた仲同士であっても結婚を執り行う者と評される。研究者はこの女神の意味についての見解を提起している。

## 裏付け
『スノッリのエッダ』の「ギュルヴィたぶらかし」35章では、ハールが16柱のアース女神について簡単に説明する。ハールはロヴンを8番目に挙げ彼女について

「彼女は祈願に対してとても優しく、善良であるため、万物の父（=オーディン）やフリッグから、男女が先に禁じられたものであっても一緒になることを許可する権限を与えられている。彼女の名は「許可」と同様に「高い称賛」を意味する ロヴ（lof）に由来する。」

と述べる。
ロヴンは詩語法では27柱のアース女神のリストの中に含まれる。詩語法の他の箇所では、ロヴンはオルムル・ステインソールソンの作品で「女性」を指すケニングの中に現れる 。その他では、ロヴンはしばしば「女性」のためのケニングの基盤語として登場する。

## 学説
ジョン・リンドウは、研究者たちはこれまでスノッリが示した 「称賛」を意味する語幹 lof- との語源的な関連を範にしてきたと述べる。また、他の多くの女神と一緒で、ロヴンは単に女神フリッグの別名であると立論する研究者もいるとする。ルドルフ・ジメックはスノッリがスカルド詩のケニングを使って「ギュルヴィたぶらかし」で女神たちの説明を創作するに当たり、いくつかの語源を古ノルド語の個人名であるロヴンを組み合わせたと分析する。